# Nižný Komárnik
Nižný Komárnik és un poble i municipi d'Eslovàquia. Es troba a la regió de Prešov, al nord del país.

## Història
La primera referència escrita de la vila data del 1618.

## Demografia
| Godina             | 1994 | 2004    | 2014    | 2024   |
| ------------------ | ---- | ------- | ------- | ------ |
| Nombre de persones | 173  | 146     | 174     | 185    |
| Diferència         |      | −15,60% | +19,17% | +6,32% |

| Godina             | 2023 | 2024   |
| ------------------ | ---- | ------ |
| Nombre de persones | 182  | 185    |
| Diferència         |      | +1,64% |